# Karesuvanto
Kaaresuvanto är även det finska namnet på tätorten Karesuando i Sverige.
Karesuvanto, även Kaaresuvanto, samiska: Gárasavvon, svenska ibland Karesuando, är en by i Enontekis kommun i finska Lappland, vid Muonio älv och vägarna E8 och E45, med omkring 140 invånare. Byn ligger vid gränsen mellan Finland och Sverige. I byn finns en broförbindelse över Muonio till den svenska tvillingtätorten Karesuando som ligger på den andra sidan älven.
Karesuvanto och Karesuando kan sägas utgöra en och samma tätort med 450 invånare eftersom de båda orterna ligger mycket nära varandra geografiskt och har en gemensam historia, och egentligen ett gemensamt namn. På svenska brukar olika namn användas, medan finskspråkiga använder det finska namnet om båda.
Utanför Karesuvanto planeras en markstation för Eiscats nya Eiscat 3D-radarsystem för utforskning av den övre jordatmosfären.